# Zonaria tournefortii
Zonaria tournefortii é uma espécie de alga pertencente à família Dictyotaceae.
A autoridade científica da espécie é (J.V.Lamouroux) Montagne, tendo sido publicada em Flore d'Algérie. Ordo I. Phyceae Fries. In: Exploration scientifique de l'Algérie pendant les années 1840, 1841, 1842...Sciences physiques. Botanique. Cryptogamie. (Durieu De Maisonneuve, M.C. Eds) Vol. 1, pp. 1-197. Paris, no ano de 1846.
Trata-se de uma espécie marinha, com registo de ocorrência em Portugal.

## Sinónimos
Possui dois sinónimos homotípicos, Fucus tournefortii (basónimo) e Dictyota tournefortii, e três sinónimos heterotípicos, Dictyota tournefortiana, Zonaria flava e Zonaria flava var. angusta.